# Kunország

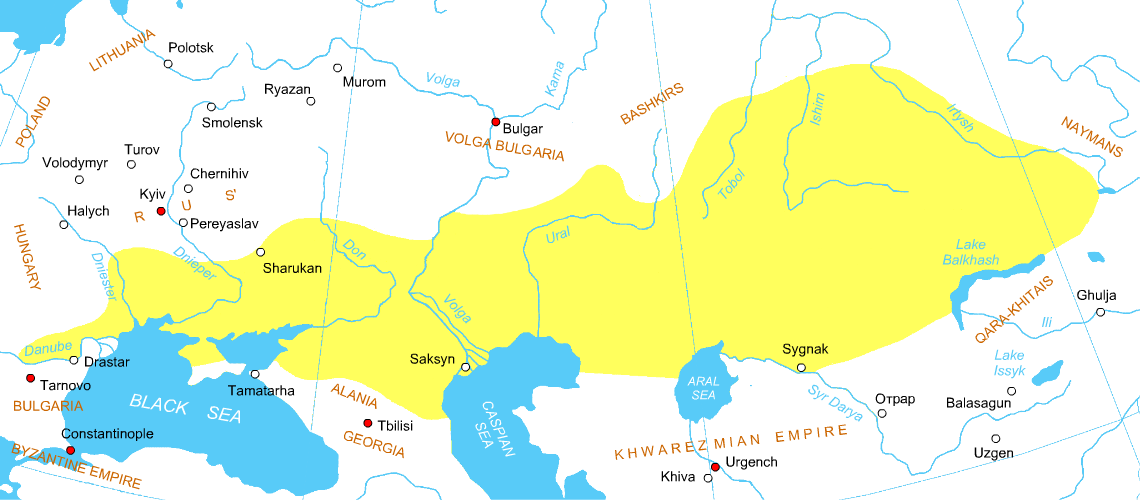
Kun-kipcsák területek a 13. század elején

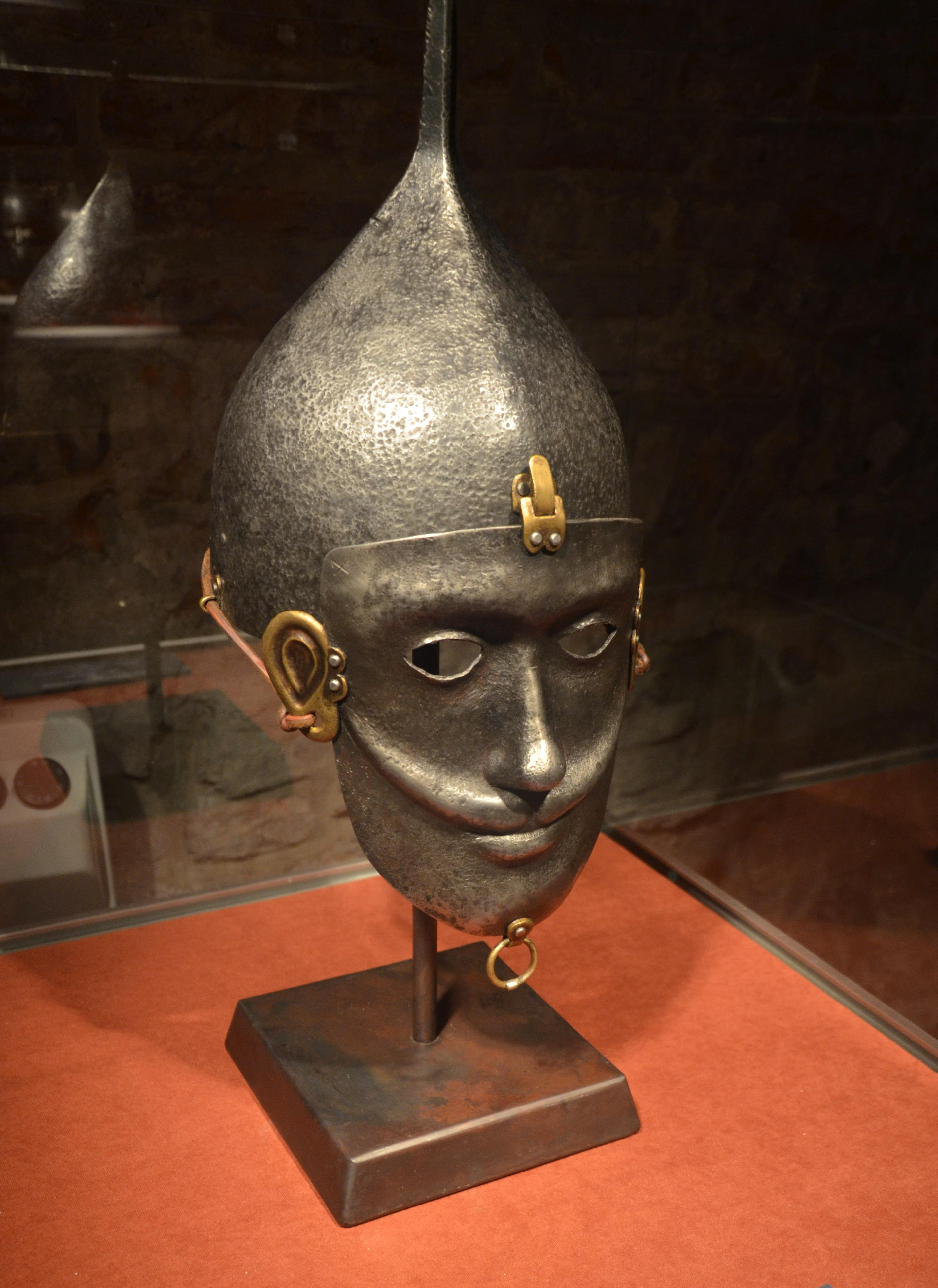
Kipcsak sisak (13. század)

Kunország vagy Kumánia (latinul Cumania) a középkori kun szállásterületek történelmi elnevezése volt, amelyek a Balkas-tótól az Al-Dunáig terjedtek. A perzsa források a sztyeppének ezt a részét területét Kipcsak Puszta, perzsa nyelven Desti Kipcsak néven említették. A terület nem volt egységes birodalom, hanem a kun–kipcsak-szári törzsek törzsszövetségeinek laza konglomerátuma, ahol a nagyobb folyók közötti területek nagyban önálló törzsszövetségeket alkottak, amelyek csak laza kapcsolatban álltak egymással. 1223, a Kalka menti csata után az önálló kunok szállásterülete visszaszorult a Dnyepertől nyugatra, a magyar kun missziók is erre a területre – a későbbi Havasalföld, Transznisztria, Besszarábia, Moldva és Dobrudzsa – korlátozódtak.

## Története
A kunok a sztyeppékről érkeztek maguk előtt űzve a szintén török eredetű úzokat, akik korábban a besenyőket szorították ide.
Önálló államot vagy nagyobb törzsszövetséget nem hoztak létre. A törzsek külön-külön telepedtek le, s innen indítottak portyázásokat orosz, magyar és lengyel területekre. Egyes csoportjaik innen a Balkánra költöztek, és idővel egyre jobban szétszóródtak a térségben.
A terjeszkedő politikát folytató Magyar Királyság komoly kísérletekbe kezdett a pogány kunok megtérítésére és ezzel befolyásának kiterjesztésére. A  kunországi Milkón II. Endre magyar király és Róbert esztergomi püspök püspökséget alapított a tatárok elől menekülő kun törzsek számára 1227-ben. Bejbarsz (vagy Barc), a tatárok elől nyugatabbra húzódó kunok fejedelme már 1227-ben felvette a keresztséget és a Dnyepertől nyugatra lakó kunok ténylegesen elismerték a magyar király fennhatóságát. A további térítéseket szolgálta, hogy II. András magyar király 1211-ben a dél-erdélyi Borzaföldre (a későbbi Barcaság) letelepítette a Szentföldről jött keresztes Német Lovagrendet. A lovagok alapos előkészületek után néhány hadjárattal meghódították Kunország déli részét (a későbbi Havasalföld területét). Amikor azonban a lovagrend borzaföldi és kun területeit összekapcsolva egy önálló német államot kívánt létrehozni, II. András ezt még idejében megakadályozta, és elűzte a lovagokat Lengyelországba.
A magyarokon kívül Kunország meghódítására kísérletet tett még a Lengyel Királyság és Halics is.
1239-ben IV. Béla a mongolok közeledtének hírére a kunok többségét Kunországból betelepítette Magyarországra, de a magyar lakosság elüldözte őket. A kunországi kunok egy részét (főleg az északi terület lakóit) a mongolok megölték vagy áttelepítették. A megmaradtakat IV. Béla újra behívta Magyarországra.
1247-ben, majd 1260-ban egy újabb tatárjárás hírére a Szörénységet és Dél-Kunországot a Johannita Lovagrendnek adta hűbérül IV. Béla, hogy megvédjék a mongol támadásoktól az országot, de ez a letelepítés eredménytelen maradt, nem tartott sokáig.
A Magyarországra behívott kunok évtizedekig hűen szolgálták a magyar királyt, de amikor az egyház erőteljesen szorgalmazta letelepedésüket és megtérítésüket, fegyveresen fellázadtak. 
IV. (Kun) László, aki egyébiránt nagyon kedvelte őket, kénytelen volt fegyveresen fellépni ellenük. 1280-ban vagy  1282-ben a hód-tavi csatában leverte a lázadókat. Ekkor a kunok egy része ismét visszatelepült Kunországba.
Az idő múlásával azonban nagyon gyengült nemzeti tudatuk. Kunországba folyamatos volt a románok betelepedése, akiknek későbbi vezetői, a kenézek többnyire kun származásúak voltak (köztük valószínűleg I. Basarab fejedelem is). A kunok más része a Balkánra telepedett. Kunországból kivándorolt számos kun Macedóniáig jutott, ott, Szkopjétől északra, Kumanovóban telepedtek meg. A balkáni kunokat a szerbek, a bolgárok, vagy a macedónok olvasztották magukba.
A történelmi Kunországon a 14. századtól két új román állam, Havasalföld és Moldva osztozott, akiknek népei között nagy számban voltak kunok, úzok, jászok és besenyők.